# Gunnar Hrafn Jónsson
Gunnar Hrafn Jónsson (* 13. Juni 1981 in Reykjavík) ist ein Politiker der isländischen Piratenpartei Píratar.
Gunnar Hrafn studierte an der Open University of Hong Kong und an der britischen Open University. 2005 erhielt er einen B.Sc. (Hons) von der Open University – Social Sciences. Er war als Journalist tätig, unter anderem für eine Computerzeitschrift und für The Reykjavík Grapevine, von 2008 bis 2016 als Reporter für RÚV, die öffentlich-rechtliche Rundfunkanstalt Islands, daneben auch als Stand-up-Comedian.
Bei der Parlamentswahl vom 29. Oktober 2016 wurde Gunnar Hrafn Jónsson als Kandidat der Píratar für den Wahlkreis Reykjavík-Süd ins isländische Parlament Althing gewählt. 2017 gehörte er dem parlamentarischen Ausschuss für Justizangelegenheiten und Bildung an. Bei der Parlamentswahl vom 28. Oktober 2017 verlor er seinen Sitz im Althing.